# Juan Jesus
Juan Guilherme Nunes Jesus (Belo Horizonte, Brasil, 10 de junio de 1991), conocido simplemente como Juan Jesus, es un futbolista brasileño. Juega de defensa y su equipo es el S. S. C. Napoli de la Serie A.

## Trayectoria

### Sport Club Internacional
Comenzó inicialmente con la selección brasileña de Fútbol Sala, en 2007 se incorporó al Sport Club Internacional. Hizo su debut en el primer equipo en 2010, ganando la Copa Libertadores. 

### Inter de Milán
El 30 de enero de 2012, es vendido al Inter de Milán de la Serie A italiana. Hizo su debut el 13 de mayo de 2012, en la derrota 1-3 contra la S. S. Lazio después de entrar como sustituto de última hora de Diego Milito.
Durante la temporada 2012-13 surgió como parte de la primera elección once inicial del Inter de Milán, que ofrecía junto a Andrea Ranocchia y Walter Samuel en un sistema 3-5-2. Marcó su primer gol ante el Udinese Calcio el 19 de mayo de 2013.
El 12 de julio de 2013 se le cedió el número 5, después de la salida de la leyenda del Inter de Milán Dejan Stanković.

### A. S. Roma
El 14 de julio de 2016 se oficializó su fichaje por la A. S. Roma. Debutó el 16 de agosto contra el F. C. Porto, en la ida de la ronda de play-off de la Liga de Campeones. El 11 de noviembre de 2018 marcó su primer gol con la Roma, en un partido de liga contra la U. C. Sampdoria.

### S. S. C. Napoli
El 18 de agosto de 2021 fichó por el S. S. C. Napoli. Debutó con los azzurri el 29 de agosto, en la victoria por 1-2 contra el Genoa, entrando en los últimos minutos en lugar de Mário Rui. El 23 de enero de 2022, marcó su primer gol con el Napoli al desbloquear el resultado en el derbi contra la Salernitana, ganado por 4-1. El 27 de mayo siguiente, el presidente Aurelio De Laurentiis anunció que había ejercido la renovación de su contrato hasta 2023 de mutuo acuerdo con el jugador.
Después de más de tres años y medio, volvió a jugar en la Liga de Campeones en la victoria por 4-2 contra el Ajax de Ámsterdam el 12 de octubre de 2022. El 16 de octubre siguiente marcó el gol del empate momentáneo en el partido de local contra el Bologna, que luego ganaron los napolitanos por 3-2. El 4 de mayo de 2023 ganó el primer Scudetto de su carrera, en virtud del empate a uno del Napoli contra el Udinese.
En la temporada 2024-2025 conquistó su segunda liga con el Napoli (el cuarto Scudetto en la historia del club), tras la victoria en casa por 2-0 ante el Cagliari, correspondiente a la última jornada del campeonato. El 30 de mayo de 2025 extendió su contrato con el conjunto 'azzurro por una temporada adicional.

## Selección nacional
Después de haber jugado en la sub-18 y sub-19, a principios de 2010 recibió la llamada de Ney Franco para la sub-20. 
En enero de 2011 participó en la exitosa expedición a la América del Sur Sub-20 de 2011, jugando los ocho partidos de la competición. 
Ese mismo año participó en el Mundial sub-20, en el que la Canarinha se impuso de nuevo. 
Hizo su debut con la selección absoluta contra Dinamarca el 26 de mayo de 2012 jugando los 90 minutos. También jugó los 90 minutos en la derrota por 4-3 de Brasil ante Argentina el 9 de junio del mismo año.

## Estadísticas

### Clubes
Actualizado al último partido disputado el 14 de abril de 2025.
| Club                 | País   | Año       | Partidos | Goles |
| -------------------- | ------ | --------- | -------- | ----- |
| S. C. Internacional  | Brasil | 2010-2012 | 42       | 0     |
| F. C. Inter de Milán | Italia | 2012-2016 | 142      | 1     |
| A. S. Roma           | Italia | 2016-2021 | 102      | 1     |
| S. S. C. Napoli      | Italia | 2021-act. | 95       | 5     |
| Total                | Total  | Total     | 381      | 7     |

## Palmarés

### Títulos nacionales
| Título  | Club            | País   | Año     |
| ------- | --------------- | ------ | ------- |
| Serie A | S. S. C. Napoli | Italia | 2022-23 |
| Serie A | S. S. C. Napoli | Italia | 2024-25 |

### Títulos internacionales
| Título              | Club                | País   | Año  |
| ------------------- | ------------------- | ------ | ---- |
| Copa Libertadores   | S. C. Internacional | Brasil | 2010 |
| Recopa Sudamericana | S. C. Internacional | Brasil | 2011 |